# Бей-Спрінгс (Міссісіпі)
Бей-Спрінгс (англ. Bay Springs) — місто (англ. city) в США, в окрузі Джеспер штату Міссісіпі. Населення — 1670 осіб (2020).

## Географія
Бей-Спрінгс розташований за координатами 31°58′40″ пн. ш. 89°16′51″ зх. д. / 31.97778° пн. ш. 89.28083° зх. д. (31.977725, -89.280765).  За даними Бюро перепису населення США в 2010 році місто мало площу 38,87 км², з яких 38,71 км² — суходіл та 0,16 км² — водойми.

## Демографія
Згідно з переписом 2010 року, у місті мешкало 1786 осіб у 721 домогосподарстві у складі 435 родин. Густота населення становила 46 осіб/км².  Було 855 помешкань (22/км²).
Расовий склад населення:
| - 58,1 % — чорних або афроамериканців - 40,1 % — білих - 0,5 % — азіатів |

До двох чи більше рас належало 1,3 %. Частка іспаномовних становила 0,8 % від усіх жителів.
За віковим діапазоном населення розподілялося таким чином: 24,7 % — особи молодші 18 років, 57,4 % — особи у віці 18—64 років, 17,9 % — особи у віці 65 років та старші. Медіана віку мешканця становила 39,3 року. На 100 осіб жіночої статі у місті припадало 80,4 чоловіків;  на 100 жінок у віці від 18 років та старших — 77,2 чоловіків також старших 18 років.
Середній дохід на одне домашнє господарство  становив 43 996 доларів США (медіана — 29 023), а середній дохід на одну сім'ю — 53 140 доларів (медіана — 40 968). За межею бідності перебувало 29,1 % осіб, у тому числі 37,1 % дітей у віці до 18 років та 26,9 % осіб у віці 65 років та старших.
Цивільне працевлаштоване населення становило 716 осіб. Основні галузі зайнятості: виробництво — 26,0 %, освіта, охорона здоров'я та соціальна допомога — 22,8 %, будівництво — 8,4 %, роздрібна торгівля — 8,2 %.